# Diospyros senensis
Diospyros senensis là một loài thực vật có hoa trong họ Thị. Loài này được Klotzsch mô tả khoa học đầu tiên năm 1861.